# آگنور ۱۸۷۳
سیارک ۱۸۷۳ (به انگلیسی: 1873 Agenor، نامگذاری:1971FH) هزار و هشتصد و هفتاد و سومین سیارک کشف شده‌است که در ۲۵ مارس ۱۹۷۱ کشف شد.
قدر مطلق سیارک برابر ۱۰٫۵۰ است.